# Schizogaster basilewskyi
Schizogaster basilewskyi là một loài bọ cánh cứng trong họ Cerambycidae.